# Citadels d'Halifax
Les Citadels d'Halifax sont une franchise de hockey sur glace qui évoluait dans la Ligue américaine de hockey, championnat nord-américain, de 1988 à 1993.

## Historique
L'équipe évoluait à Halifax dans la province de la Nouvelle-Écosse et a existé de 1988 à 1993. Leur nom provient d'une citadelle célèbre, dominant le port d'Halifax. L'équipe était affiliée aux Nordiques de Québec de la Ligue nationale de hockey.
Cette équipe était le nouveau nom de l'Express de Fredericton et permettaient à la région d'avoir une nouvelle équipe de hockey après le départ des Oilers de la Nouvelle-Écosse pour Cap-Breton en début de saison.
Sportivement, l'équipe n'a jamais réussi à aller bien loin dans les séries éliminatoires : qualifiés deux fois, ils sont les deux fois éliminés au premier tour. En 1993, l'équipe déménage une nouvelle fois et rejoint Cornwall pour devenir les Aces de Cornwall. Un an après le départ de la franchise, les Mooseheads d'Halifax de la Ligue de hockey junior majeur du Québec s'installent dans la ville.

### Statistiques
| Année   | PJ | V  | D  | N  | BP | BC  | Pts | Pun  | Séries éliminatoires        |
| ------- | -- | -- | -- | -- | -- | --- | --- | ---- | --------------------------- |
| 1988-89 | 80 | 42 | 30 | 8  | 92 | 345 | 300 | 2546 | 0-4 Hawks de Moncton        |
| 1989-90 | 80 | 37 | 37 | 6  | 80 | 317 | 300 | 1897 | 2-4 Canadiens de Sherbrooke |
| 1990-91 | 80 | 33 | 35 | 12 | 78 | 338 | 340 | 2383 | Non qualifiés               |
| 1991-92 | 80 | 25 | 38 | 17 | 67 | 280 | 324 | 2417 | Non qualifiés               |
| 1992-93 | 80 | 33 | 37 | 10 | 76 | 312 | 348 | 2060 | Non qualifiés               |

### Appellations de la franchise
- 1983 à 1988 : Express de Fredericton
- 1988 à 1993 : Citadels d'Halifax
- 1993 à 1996 : Aces de Cornwall
- Depuis 1996 : Penguins de Wilkes-Barre/Scranton

## Entraîneurs
Les Citadelles ont eu plusieurs entraîneurs au cours de ces cinq saisons : 
- saison 1988-89 : Doug Carpenter
- saison 1989-90 : Robbie Ftorek
- 1990-1992 : Clément Jodoin
- saison 1992-93 : Doug Carpenter